# Église Saint-Jean-Baptiste de Vanlay
L'église Saint-Jean-Baptiste est une église située à Vanlay, en France.

## Description
Construite sur une base de croix latine, elle date du XIIe siècle pour les parties les plus anciennes de la nef, du XVIe pour le chœur et l'abside à cinq pans. Elle n'a pas de vôute.

### Mobilier
Elle a de nombreuses statues, certaines du XVIe siècle comme :
- un Sébastien lié au poteau[2] en calcaire polychrome,
- une Geneviève[3] en calcaire polychrome,
- une sainte martyre[4] en calcaire polychrome,
- une statue de Claude[5] en calcaire et badigeon.

Un, ou plusieurs litres, armorié.

## Localisation
L'église est située sur la commune de Vanlay, dans le département français de l'Aube.

## Historique
Paroisse qui appartenait au doyenné de Saint-Vinnemer et de l'archidiaconé de Tonnerre. Elle était à la présentation de l'abbé de Montier-la-Celle, à la suppression de celui-ci elle devint à celle de l'évêque. Elle a eu comme succursale Turgy.
L'édifice est inscrit au titre des monuments historiques en 1984.